# Шафирканский район
Шафирканский район (тума́н; узб. Shofirkon tumani / Шофиркон тумани) — район в Бухарской области Узбекистана. Административный центр — город Шафиркан.

## История
Шафирканский район был образован в 1930-е годы. В 1963 году он был упразднён, а в 1968 году восстановлен.
В районе расположены 28 археологических, 3 архитектурных памятника и 1 достопримечательность культурного наследия Узбекистана. Самыми известными из них считаются: остатки городища Варданзи и мазар Ходжи Арифа Ревгари.

## Административно-территориальное деление
По состоянию на 1 января 2011 года, в состав района входят:
Город районного подчинения
1. Шафиркан.

8 городских посёлков:
1. Гуломте,
2. Жуйрабад,
3. Искогаре,
4. Куйи Чугурак,
5. Мирзокул,
6. Талисафед,
7. Ундаре,
8. Чандир.

12 сельских сходов граждан:
1. Богиафзал,
2. Варданзе,
3. Денау,
4. имени С. Джури,
5. Дурмен,
6. Жуйнау,
7. Жуйрабад,
8. Искогаре,
9. Мазлахон Чандир,
10. Саврак,
11. Тезгузар,
12. имени Ш. Хамраева.

## Знаменитые люди
- Муминов, Ибрагим Муминович (1908—1974) — философ и историк, основатель философской школы в Узбекистане.
- Хамраев, Раззак Хамробоевич (1910—1981) — актёр, театральный режиссёр, педагог. Народный артист СССР (1969). Лауреат Сталинской премии второй степени (1948).